# Schwajda György
Schwajda György (Kispest, 1943. március 24. – Kaposvár, 2010. április 19.) magyar drámaíró, dramaturg, színházigazgató.

## Élete
Schwajda Pál és Auspitz Regina gyermekeként született. A diploma megszerzése előtt újságkihordóként, majd segédmunkásként, betanított nyomdászként, díszletmunkásként, világosítóként, tűzoltókészülék-ellenőrként kereste kenyerét. Első darabját, a Bohócot 1966-ban írta, s rögtön megnyerte vele az országos drámapályázatot; a Veszprémi Petőfi Színház mutatta be 1967-ben. Mégis csak évekkel később felvételizett a Színház- és Filmművészeti Főiskola dramaturg szakára. Tanárai között volt Nádasdy Kálmán, Gyárfás Miklós, Major Tamás, Fábri Zoltán, Hegedüs Géza, Szinte Gábor, Petrovics Emil. 1973-ban végzett, diplomamunkáját Mesebeli János címen a Békéscsabai Jókai Színház mutatta be.
A Budapesti Katona József Színház, nyitó-évadjában – Ladislav Smoček: Dr. Burke különös délutánja című darabjával közösen – mutatta be a Szent család című egyfelvonásos drámáját. A rendező: Zsámbéki Gábor, a főszereplő Gobbi Hilda volt. (A darab eredetileg háromfelvonásos volt. A rendező ezt javasolta egy felvonásra redukálni. Komoly művészi viták után Schwajda hozzájárult a jelentős változtatáshoz. A bemutatóra azonban nem ment el...)
Dramaturgként dolgozott Szolnokon (1973–1978), rövid ideig a budapesti (Hevesi Sándor tér) Nemzeti Színházban (1978) és Szegeden (1979), majd Miskolcon (1979. ősz – 1985. tavasz). A Szolnoki Szigligeti Színházat 1978-ban három hónapig, majd 1985 őszétől 1992 tavaszáig, később 1995 februárjától 2000 szeptemberéig vezette.
Eközben az 1993–1994-es évadot Törőcsik Mari mellett a Művész Színház művészeti igazgatójaként töltötte; a megbukott vállalkozás később Thália Színház néven folytatódott.
1998 őszén az Orbán-kormány kinevezte a Nemzeti Színház építésének miniszteri, majd 1999-től kormánybiztosának. Pályáztatás nélkül Siklós Máriát bízta meg az épület tervezésével. Az építésztársadalom felháborodását követő tervpályázat győztese nem volt hajlandó Siklós tervének felhasználására, így a színházat az építésznő tervei alapján fejezték be, aki ezért Mádl Ferenc köztársasági elnöktől kitüntetést, a Magyar Építész Kamarától elmarasztalást kapott. A Nemzeti Színház Részvénytársaság vezérigazgatója, 2002 májusáig az új Nemzeti Színház első igazgatója volt. 2008-ig nyugdíjas drámaíróként élt.
A kaposvári Csiky Gergely Színház igazgatói helyére Babarczy László utódaként az önkormányzat csak egy évre nevezte ki Znamenák István színész-rendezőt, majd pályázatot írt ki a poszt betöltésére, melyen Znamenák és Schwajda indultak. Bár pályázatával kapcsolatban merültek fel minőségi kifogások, 2008 júliusától haláláig betöltötte a kaposvári Csiky Gergely Színház igazgatói tisztét.
Öntörvényű, életének egyes szakaszaiban magányos művész, színházcsináló volt. Nem csatlakozott egyetlen – sok esetben jelentős – szakmai csoportosuláshoz sem. Pedig számosan voltak – többek között Törőcsik Mari és Garas Dezső – akik csökkenthették volna a távolságot Schwajda és más meghatározó művészek között. Ők kompromisszumot tudtak kötni „mindkét oldal” képviselőivel, de közvetíteni nem tudtak, illetve erre irányuló ténykedésük eredménytelen volt. 2010-ben hirtelen szívmegállás következtében elhunyt.

## Magánélete
1966-ban feleségül vette Galgóczy Juditot. 1975-ben született meg fia, Gergő.

## Munkái
A Színházi adattárban regisztrált bemutatóinak száma: 75-író; 16-rendező; 3-fordító.

### Drámaíróként-dramaturgként
- Bohóc (1966)
- Mesebeli János (1973)
- Csoda (1978)
- Segítség (1978, 1986)
- Himnusz (1981)
- A szent család (1984)
- Mari (1986)
- Száz év magány (Gabriel García Márquez regénye nyomán)

### Egyéb színházi és írói munkái
- A cigánybáró (szövegíró)
- Háry János (dramaturg)
- Egy hölgy a Maximból (író)
- Ludas Matyi (író)
- Lüszisztráté (rendező)
- Nagyidai cigányok (színpadra alkalmazta)
- A néma revolverek városa (színpadra alkalmazta)
- Óz, a nagy varázsló (szerző)
- Szeget szeggel (átdolgozta)
- Üvöltő szelek (rendező)
- A vihar (rendező)
- A rátóti legényanya (1985, A legényanya forgatókönyve)
- Ballada a 301-es parcella bolondjáról (1989)
- Miatyánk (1996)

### Tévéfilmek, filmek
- A legényanya (1989)
- Indul a bakterház (1979)

### Könyvek
- A rátóti legényanya; Magvető, Bp., 1985 (Rakéta Regénytár)
- A szent család. Komédiák; ILK, Bp., 1985
- "Csoda"; ILK, Bp., 1987
- Válogatott művek; Magyar Közlöny Lap- és Könyvkiadó, Bp., 2016 (Nemzeti könyvtár)

## Díjai, elismerései
- Szép Ernő-jutalom (1990)
- Magyar Köztársaság Zászlórendje (1991)[8]
- Szolnok díszpolgára (2007)